# Liste der Kulturgüter in Cornol
Die Liste der Kulturgüter in Cornol enthält alle Objekte in der Schweizer Gemeinde Cornol im Kanton Jura, die gemäss der Haager Konvention zum Schutz von Kulturgut bei bewaffneten Konflikten, dem Bundesgesetz vom 20. Juni 2014 über den Schutz der Kulturgüter bei bewaffneten Konflikten sowie der Verordnung vom 29. Oktober 2014 über den Schutz der Kulturgüter bei bewaffneten Konflikten unter Schutz stehen.
Objekte der Kategorien A und B sind vollständig in der Liste enthalten, Objekte der Kategorie C fehlen zurzeit (Stand: 1. Januar 2023).

## Kulturgüter
| Foto |                                                                     | Objekt | Kat. | Typ | Standort                                 | Beschreibung |
| ---- | ------------------------------------------------------------------- | --- | ---- | --- | ---------------------------------------- | ------------ |
| ja   | Datei hochladen · Wikidata zu Oppidum auf dem Mont Terri (Q1494290) | Mont-Terri, bronzezeitliche und römische Siedlung, mittelalterliche Burgruine / Mont-Terri, site de l’âge du bronze et de l’époque romaine, ruines du château médiéval KGS-Nr.: 03487 | A    | F   | 579043 / 249009                          |              |
| ja   | Datei hochladen · Wikidata zu Kapelle Saint-Gilles (Q29785359)      | Kapelle Saint-Gilles / Chapelle Saint-Gilles KGS-Nr.: 03488 | B    | G   | Route de Saint-Gilles 28 578407 / 250088 |              |